# Vescomtat de Mâcon
El vescomtat de Mâcon fou una jurisdicció feudal del Regne de França. El 880 el comtat de Mâcon fou donat pel rei a Bernat Plantapilosa junt amb el de Lió. Aquest gran senyor, fill de Bernat de Septimània, posseïa alhora l'Alvèrnia (864 i 872-886), Llemotges (872-886), el comtat de Berry (878-886), Septimània i Gòtia (878-886) i havia estat comte de Tolosa (872-876) i d'Autun (864-865 i 868-876/877) i no va anar gairebé pel comtat. El poder fou exercit de facto pels vescomtes. A la mort de Plantapilosa, el comtat va passar al seu fill Guillem I el Pietós (886-918), i després a Guillem II el Jove (918-926), el seu germà Acfred (926-927) i finalment al comte Hug el Negre de Borgonya (927-952). Durant aquest temps els vescomtes exerciren el poder.
El primer vescomte esmentat és un tal Letald I que va exercir segurament abans del 886. Raculf, nascut cap al 860, fill de Plantapilosa i germà de Guillem I el Pietós, va ser vescomte a la mort del pare i va morir al seu torn entre el 915 i el 926. Només va deixar una filla, Atalana de Mâcon, que el va succeir i es va casar amb Alberic de Narbona (mort cap al 945) que va inaugurar la dinastia narbonesa. Alberic va rebre el 942 la senyoria de Salins i al morir el va succeir el seu fill Leotald II, que va cedir Salins al seu germà Humbert I. El 952, mort Hug el Negre de Borgonya, va rebre el comtat de Mâcon i el de Besançon, unificant-se així el comtat i vescomtat de Mâcon.

## Llista de vescomtes
- Letald I c. 886
- Raculf 886-915/926
- Atalana de Mâcon (o Tolosana de Mâcon) 915/926-c. 940 (filla)
- Alberic I de Narbona (espòs) c. 920-c.945, senyor de Salins 942-945
- Letald II c. 945-965 (des del 952 comte de Mâcon i Besançon), senyor de Salins c. 945